# 113P/Spitaler
113P/Spitaler – kometa krótkookresowa, należąca do rodziny Jowisza.

## Odkrycie
Kometa została odkryta 17 listopada 1890 roku w obserwatorium astronomicznym w Wiedniu przez Rudolfa Spitalera. 

## Orbita komety i właściwości fizyczne
Orbita komety 113P/Spitaler ma kształt elipsy o mimośrodzie 0,42. Jej peryhelium znajduje się w odległości 2,12 j.a., aphelium zaś 5,25 j.a. od Słońca. Jej okres obiegu wokół Słońca wynosi 7,09 roku, nachylenie do ekliptyki to wartość 5,77˚.
Jądro tej komety ma rozmiary 2,2 km.